# Seiya Maikuma
Seiya Maikuma (jap. 毎熊 晟矢, Maikuma Seiya; * 16. Oktober 1997 in der Präfektur Nagasaki) ist ein japanischer Fußballspieler.

## Karriere

### Verein
Seiya Maikuma erlernte das Fußballspielen in den Jugendmannschaften von Kurokami FC, JFC Rainbow Nagasaki und dem FC Bristol, der Schulmannschaft der Higashi Fukuoka High School sowie der Universitätsmannschaft der Momoyama Gakuin University. Seinen ersten Vertrag unterschrieb er 2020 bei V-Varen Nagasaki. Der Verein aus Nagasaki, einer Stadt in der Präfektur Nagasaki, spielte in der zweithöchsten japanischen Liga, der J2 League. Sein Zweitligadebüt gab er am 23. Februar 2020 im Spiel gegen den Tochigi SC. Hier wurde er für Masakazu Yoshioka eingewechselt. Für V-Varen absolvierte er 74 Zweitligaspiele. Im Januar 2022 nahm ihn der Erstligist Cerezo Osaka aus Osaka unter Vertrag. Dort war er zweieinhalb Jahre aktiv. Für Cerezo bestritt er 74 Ligaspiele. Im Sommer 2024 zog es ihn nach Europa, wo er in den Niederlanden einen Vertrag beim Erstligisten AZ Alkmaar unterschrieb.

### Nationalmannschaft
Am 12. September 2023 gab Maikuma sein Debüt für die japanische A-Nationalmannschaft in einem Testspiel gegen die Türkei. Beim 4:2-Sieg im belgischen Genk stand er bis zur Halbzeit auf dem Platz und bereitete das zwischenzeitliche 3:0 durch Keito Nakamura vor. Bei der Asienmeisterschaft 2024 in Katar kam er in vier Partien zum Einsatz, Japan schied dabei im Viertelfinale gegen den Iran (1:2) aus.